# Ivan Mazepa-Kruis
Het Ivan Mazepa-Kruis (Oekraïens: Хрест Івана Мазепи, Chrest Ivana Mazepy) is een civiele presidentiële onderscheiding van Oekraïne.
Het Ivan Mazepa-Kruis werd op 26 maart 2009 ingesteld door president Viktor Joesjtsjenko en kan worden verleend als blijk van erkenning aan burgers voor hun betekenisvolle bijdrage aan de herleving van het nationale, cultureel-artistieke, geestelijke, architectonische, of militair-historische erfgoed en voor verdiensten op het gebied van staatsvorming, diplomatie, humanisme, wetenschap, onderwijs, of liefdadigheid.
Hoewel het geen ridderorde is, is in het instellingsbesluit vastgelegd dat het kruis in de draagvolgorde na de Orde van Daniel van Galicië (en dus voor de Orde voor Dapper Werk in de Mijnen) komt. 
De onderscheiding is vernoemd naar hetman Ivan Mazepa. In 1940 werd in Krakau door de Oekraïense Sitsjschutters al een Mazepa-Kruis ingesteld, dat voluit het Strijderskruis van de Oekraïense Sitsjschutters heette en dat wordt beschouwd als een onderscheiding van de Oekraïense Volksrepubliek in ballingschap.
Orden van Oekraïne

Held van Oekraïne (Gouden Ster · van de Natie)

Vrijheid ·
Vorst Jaroslav de Wijze ·
Verdienste ·
Bohdan Chmelnytsky ·
Helden van de Hemelse Honderd ·
Dapperheid ·
Vorstin Olha ·
Daniel van Galicië ·
Dapper Werk in de Mijnen

Oekraïense presidentiële en militaire onderscheidingen

Kruis voor Militaire Verdienste ·
Ivan Mazepa-Kruis ·
Geëerd Beoefenaar van de Kunsten ·
25 jaar onafhankelijkheid ·
Gouden Hart

Ereteken ·
Medaille voor steun aan de Oekraïense strijdkrachten

Zie ook orden, onderscheidingen en medailles van:

Oekraïne (draagvolgorde) · 
Oekraïense Volksrepubliek (Orde van het IJzeren Kruis) · 
 OekSSR (Rode Vlag van de Arbeid)